# Buzyges
Buzyges (altgriechisch Βουζύγης Bouzýgēs, deutsch ‚der Stieranspanner‘) ist eine Person der griechischen Mythologie.
Er war ein alter attischer Heros, der als Erster Stiere vor den Pflug gespannt haben soll. Den Athenern galt er als Begründer des Ackerbaus und war auch ihr erster Gesetzgeber. Von ihm leitet sich das athenische Priestergeschlecht der Buzygen ab, dem unter anderem die Pflege des Palladions anvertraut war. Er wurde später mit der Figur des Triptolemos verschmolzen.
„Buzyges“ war auch ein Beiname des Herakles.